# Роман об Александре

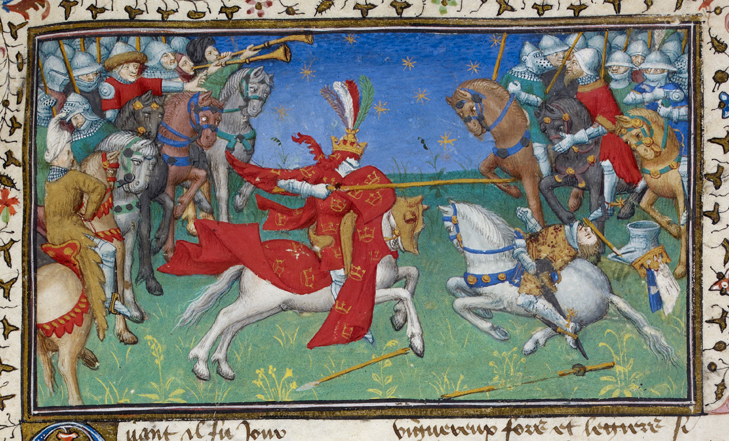
Александр побеждает Пора. Миниатюра из рукописи «Романа об Александре», 1420-е гг.

«Роман об Александре» (фр. Roman d'Alexandre) — по-видимому, первый рыцарский роман, средневековая обработка греческой «Истории Александра Великого».
Первую, так называемую франко-провансальскую версию «Романа об Александре» датируют 30-ми годами XII в. От этой версии сохранился лишь отрывок в 105 стихов (восстанавливать первоначальный вариант всей книги на основании немецкой переработки Лампрехта из Трира вряд ли правомерно). Поэма была написана лессами, построенными на ассонансах. Автором этой первой версии был некий Альберик из Бриансона (или Безансона), т, е. уроженец долины Роны и так называемых Провансальских Альп. Сохранившийся отрывок слишком невелик, чтобы судить об утраченном целом. В нём, однако, отчетливо проглядывает воздействие латинских средневековых версий Псевдо-Каллисфена, Юлия Валерия, архипресвитера Льва и т. д., с другой же стороны — поэтика жест.
Зачин романа (амплификация морального типа omnia vanitas) явным образом контрастирует с его тематическим содержанием.
Альберик подробно говорит о системе воспитания молодого принца, который с детства искал общества настоящих рыцарей. В систему этого воспитания входит обучение и языкам, и владению копьем и мечом, и верховой езде; знакомство с литературой и уложениями законов, умение играть на музыкальных инструментах и т. д. Здесь перед нами уже воспитание не сурового воина, героя жест, а феодала как бы новой формации. Этот многозначительный текст занимает 30 стихов, то есть почти треть сохранившегося отрывка.
Следующими к теме об Александре Македонском обратились поэты из центральной и северо-западной Франции, развивая идеи, заложенные уже в произведении Альберика. Первый продолжатель Альберика из Бриансона, работавший в 50-х годах при пуатевинском дворе, даже, быть может, входивший в окружение Альеноры Аквитанской, воспитанию героя посвятил лишь одну лессу, в целом повторив концепцию Альберика, но внеся в неё одно существенное дополнение: помимо воинской сноровки и основательного знакомства с «семью свободными искусствами», будущий государь должен уметь «куртуазно беседовать с дамами о любви». Эта программа не только рыцарского (что было уже у Альберика), но и куртуазного воспитания подкрепляется, например, длинным описанием (140 стихов) посвящения Александра в рыцари, выливающегося в пышное придворное торжество, на котором присутствуют не только поседелые в боях воины, но и знатные дамы. Близость этой анонимной части «Романа об Александре» (в последпей трети века её продолжили Ламберт-ле-Торт, Евстафий, Александр де Берне, Пьер де Сен-Клу и др.) к англо-нормандской культурной среде подтверждается и обилием в этой части мотивов загадочного и таинственного, заколдованного и связанного с миром природы, а также тем, что при описании одежды только что посвященного в рыцари Александра указывается, что его рубашка привезена с берегов Темзы, а шлем — из Корнуолла. А в стихе 368-м анонимной части романа довольно неожиданно упоминается король Артур.